# Москва (футбольний клуб)
ФК «Москва́» (рос. ФК «Москва») — колишній російський професійний футбольний клуб з міста Москва. Заснований 1997 року. У 2001—2009 роках виступав у вищому дивізіоні чемпіонаті Росії.
5 лютого 2010 року акціонери команди повідомили про відмову від участі у чемпіонаті Росії-2010. 11 лютого клуб в особі свого нового керівника Владислава Плотникова поставив до відома РФПЛ про зняття з чемпіонату сезону-2010. 16 лютого РФПЛ офіційно заявила про припинення членства ФК «Москва» в Прем'єр-лізі.

## Колишні назви
- «Торпедо-ЗіЛ» (1997—2003)
- «Торпедо-Металург» (2003—2004)
- ФК «Москва» з 29 травня 2004 року.